# Разрушение Каховской ГЭС
Подрыв Каховской гидроэлектростанции (ГЭС) произошёл в ночь на 6 июня 2023 года в ходе российского вторжения на Украину.
В результате подрыва плотины в Херсонской области были затоплены 14 населённых пунктов с населением около 16 тысяч человек на правом берегу Днепра, и 14 с населением около 22 тысяч человек — на левом, оккупированном Россией. В результате затопления погибли не менее 52 человек. Украина понесла не менее 2 млрд долларов прямых убытков. Большой ущерб нанесён окружающей среде и сельскому хозяйству. Ущерб от гибели биоресурсов правительство Украины оценило примерно в 285 млн долларов.
Причина катастрофы однозначно не установлена. Ряд международных СМИ и экспертов предполагают, что плотина была разрушена в результате внутреннего взрыва, организованного российскими войсками.

## Предыстория

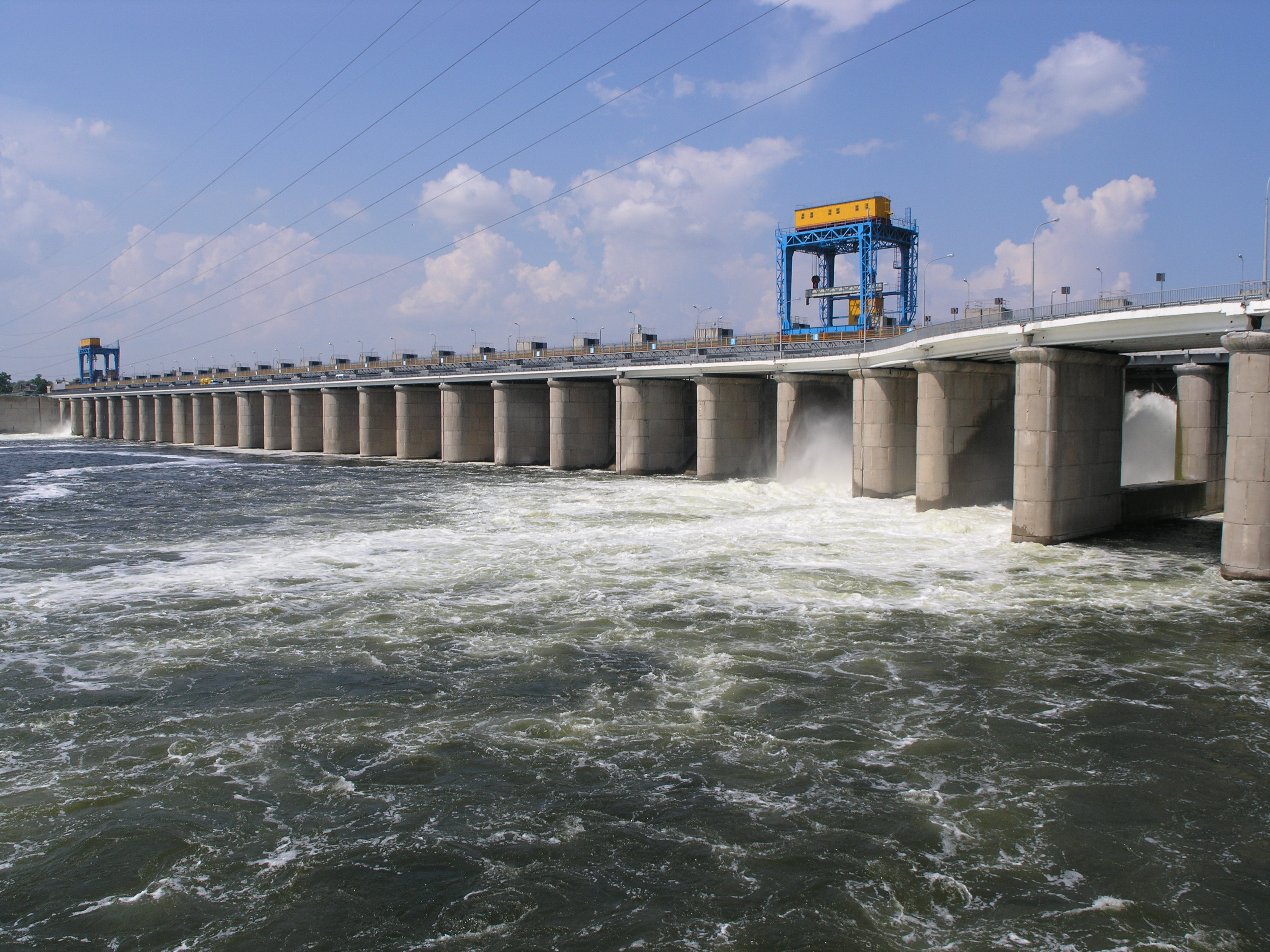
Плотина Каховской ГЭС

Каховская ГЭС была построена в 1950-х годах. Она была шестой (и последней) ступенью каскада ГЭС на Днепре. При установленной мощности гидрогенераторов 334,8 МВт станция вырабатывала в год 1420 млн кВт⋅ч электроэнергии. Плотина станции образовала Каховское водохранилище, обеспечивавшее водой южные области Украины, а также Крым через Северо-Крымский канал.
До российской аннексии Крыма полуостров получал от Северо-Крымского канала до 85 % использовавшейся пресной воды, при этом около 80 % этой воды шло на нужды сельского хозяйства. После захвата Крымского полуострова Россией в апреле 2014 года Украина перестала подавать воду в Крым.

### Российское вторжение на Украину
Каховская гидроэлектростанция была захвачена российскими войсками в первый день вторжения и удерживалась ими вплоть до 6 июня 2023 года. Вскоре после оккупации Россией Херсонской области россиянами была взорвана дамба, которая перекрывала поступление воды из Днепра в Северо-Крымский канал. На Крымский полуостров вновь начала поступать днепровская вода.
Информация о том, что Каховская ГЭС может быть взорвана, начала появляться в СМИ осенью 2022 года на фоне украинского контрнаступления в Херсонской области. Обе стороны обвиняли друг друга в подготовке диверсии. 20 октября 2022 года президент Украины Владимир Зеленский в Европейском совете заявлял о минировании плотины и агрегатов на ГЭС. Также информацию о том, что ГЭС была заминирована россиянами ещё осенью 2022 года, опубликовало «Би-би-си».
The Washington Post со ссылкой на украинского генерал-майора Андрея Ковальчука указывал, что во время освобождения правобережной Херсонщины украинскими войсками был нанесён пробный удар из ракетной установки HIMARS по одному из затворов плотины Каховской ГЭС (появилось три отверстия в металле), чтобы посмотреть, сможет ли вода Днепра подняться достаточно, чтобы заблокировать российские переправы, но не затопить близлежащие районы и деревни. Испытание прошло успешно, однако от дальнейших действий украинские войска воздержались. «Би-би-си» также сообщало, что той же осенью, когда в Херсонской области шли бои, по мосту через плотину Каховской ГЭС российская армия осуществляла снабжение своей херсонской группировки. Несмотря на то, что ВСУ активно обстреливали колонны техники россиян, плотина устояла.
Институт изучения войны сообщал, что подрывом ГЭС российские войска могут прикрыть своё отступление с правого берега Днепра и Херсона, задержать продвижение украинских войск через Днепр, а также возложить вину на Украину. 11 ноября 2022 года, в ходе отступления российских войск из Херсона, ими были взорваны мосты через Днепр, включая дорогу через плотину Каховской ГЭС. Плотина, согласно анализу Медузы, получила некоторые повреждения — в местах взрыва протекала вода. Сразу после взрыва россияне открыли несколько затворов водосбросной плотины.
Эксперты тогда сходились во мнении, что при разрушении Каховской ГЭС преимущественно будет затоплен левый берег Днепра. Также будут затоплены или подтоплены около 80 населённых пунктов, которые лежат ниже по течению, в том числе, по разным данным, от прибрежной линии до двух третей города Херсона. Дополнительно сообщалось, что разрушение гидроэлектростанции может привести к снижению уровня воды в Каховском водохранилище, что в свою очередь приведёт к проблемам с охлаждением Запорожской АЭС.
Женевские конвенции и протоколы к ним прямо запрещают нападения в военное время на «объекты, сдерживающие опасные силы», такие как плотины.
30 мая 2023 года правительство России постановило временно не проводить на оккупированных территориях Украины технического расследования аварий гидротехнических сооружений, произошедших вследствие военных действий, диверсий и террористических актов. Также отменено применение части пунктов ФЗ «О безопасности гидротехнических сооружений».

## Прорыв плотины

Спутниковые снимки Sentinel-2 последствий разрушения плотины Каховского водохранилища

По версии издания «Важные истории», первые сообщения о разрушениях на Каховской ГЭС появились в российских провоенных телеграм-каналах, таких как WarGonzo и «Повернутые на Z войне», 6 июня около 3:00 по московскому времени. В то же время The New York Times отмечал, что местные жители сообщили в социальных сетях, что они услышали сильный взрыв примерно в то время, когда плотина была прорвана, в 2:50 утра.
Утром 6 июня 2023 года Украина подтвердила прорыв гидроэлектростанции, обвинив российские войска в её подрыве. Глава оккупационной администрации города Новая Каховка Владимир Леонтьев, вначале отрицавший какие-либо разрушения гидроэлектростанции вообще, позднее заявил, что «около двух часов ночи был осуществлен ряд многочисленных ударов по Каховской ГЭС», при этом не уточнив, кто обстреливал станцию, и добавив, будто сама плотина не была повреждена, а пострадало лишь здание ГЭС.
Через некоторое время агентство ТАСС сообщило о разрушении 14 из 28 пролётов водосбросной плотины, «Укргидроэнерго» — 16 затворов, здания ГЭС, админкорпуса и вставки земляной плотины между зданием ГЭС и шлюзом.

## Эвакуация
Позже украинские экстренные службы и национальная гвардия были подняты по тревоге для оказания помощи и эвакуации населения на подконтрольных Украине территориях, а по распоряжению президента Владимира Зеленского было созвано экстренное совещание Совета национальной безопасности и обороны Украины (СНБОУ). К 15:00 Государственная служба Украины по чрезвычайным ситуациям сообщала об эвакуации около 1300 человек.
По данным Deutsche Welle на середину дня, на правом берегу Херсонской области критическое состояние зафиксировано не было, левый берег на тот момент пострадал гораздо больше.
8 июня президент Украины Владимир Зеленский посетил пострадавшие от затопления Херсонскую и Николаевскую области. Вместе с тем, российский президент Владимир Путин не стал посещать оккупированную часть Херсонской области.

### Обстрел эвакуирующихся российскими войсками

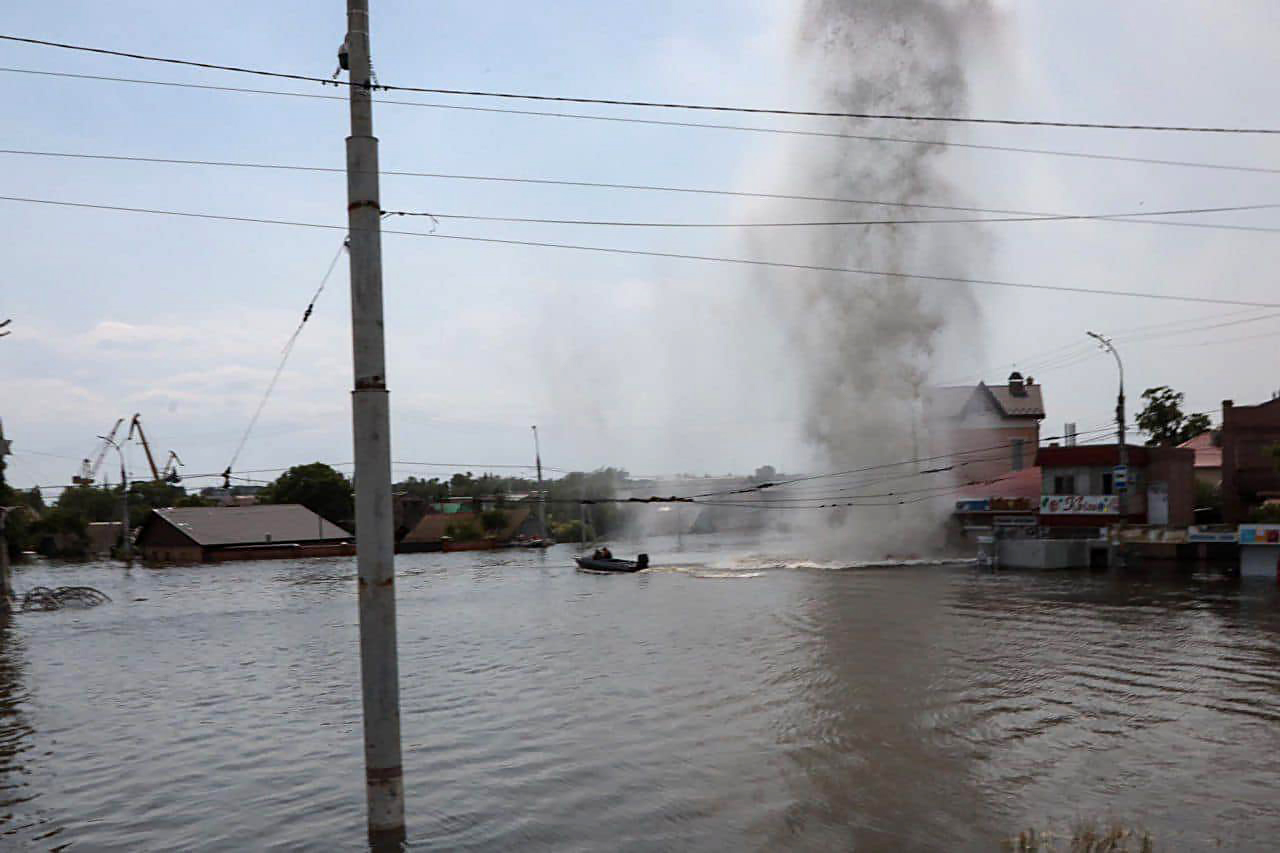
Обстрел затопленной Корабельной площади Херсона 8 июня

8 июня российские войска произвели артиллерийский обстрел полузатопленного Херсона. Удары наносились по точкам, где происходила эвакуация жителей затопленных территорий, в том числе и оккупированных — в основном женщин, детей и пожилых людей, а также множества животных. Под обстрел попала съёмочная группа «Би-би-си» и десятки журналистов. Под обстрел попал и главный раввин Украины Моше Реувен Асман, принимавший участие в эвакуации. 8 июня ранения получили не менее 13 человек.
В свою очередь, глава российской оккупационной администрации Владимир Сальдо заявил, что ВСУ обстреляли пункт эвакуации в городе Голая Пристань, в результате чего, по словам Сальдо, погибло два человека и ещё двое получили ранения.

### Ситуация на Левобережье
Утром 6 июня глава оккупационной российской администрации Владимир Сальдо писал, что прорыв Каховской ГЭС «не сильно скажется на ситуации в Херсонской области. Не потребуется даже крупная эвакуация людей».
Днём 6 июня оккупационные власти объявили в Новой Каховке чрезвычайное положение, а также эвакуацию из городов Новая Каховка, Голая Пристань, Алёшки и ближайших населённых пунктов. На следующий день режим чрезвычайной ситуации был объявлен оккупационной администрацией на территории всей Херсонской области.
Источники Би-би-си сообщали, что в наиболее пострадавшие населённые пункты российская армия не допускала волонтёров и доставки гуманитарной помощи под предлогом того, что в «зоне бедствия должны работать профессионалы, а не гражданские».
19 июня Россия отказалась допустить сотрудников гуманитарной миссии ООН на оккупированные территории Левобережья Херсонской области.

## Последствия
По информации Укргидроэнерго, Каховская ГЭС восстановлению не подлежит. Об этом же позже заявил глава оккупационной администрации Новой Каховки Леонтьев.

### Затопление населённых пунктов
- Карта зоны затопления от 6 июня 2023
- Эвакуация жителей затопленных населённых пунктов в день разрушения плотины
- Херсон после разрушения Каховской плотины

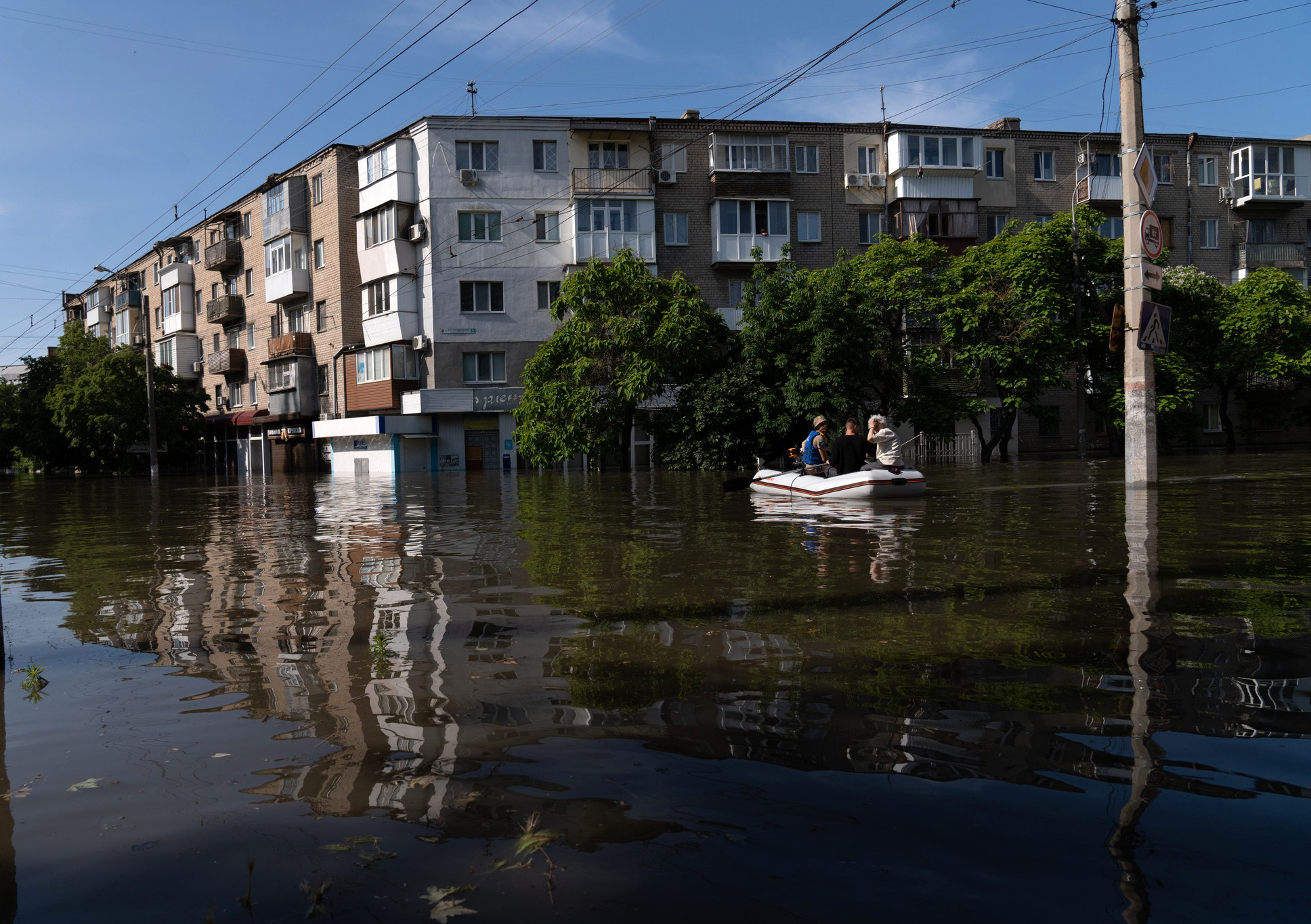
Херсон 7 июня 2023 года

Через несколько часов после подрыва глава Херсонской областной военной администрации заявил, что 8 населённых пунктов уже подверглись затоплению. Вода поднялась на 6 метров. В украинских СМИ также появился список населённых пунктов, которые могут быть подвержены затоплению:
- на правом берегу: Николаевка, Ольговка, Львово, Тягинка, Понятовка, Ивановка, Токаревка, Приднепровское и жилой район Корабел города Херсон;
- на левом берегу: Новая Каховка, Днепряны, Алёшки, Кардашинка, Коханы, Голая Пристань, Рыбальче[55].

Леонтьев также заявил, что уже затоплен город Новая Каховка, затоплены населённые пункты Корсунка и Днепряны. Позже количество затопленных населённых пунктов на подконтрольной Украине территории увеличилось до 14. На левом берегу, который контролирует российская армия, к середине дня также заявили о 14 затопленных населённых пунктах.
В результате разрушения плотины в Херсонской области были затоплены 14 населённых пунктов с населением около 16 тысяч человек на правом берегу Днепра, и 14 с населением около 22 тысяч человек — на левом, оккупированном Россией. Погибли не менее 52 человек. Расследование AP считает, что российские власти стараются скрывать масштаб последствий наводнения. Медработники, регистрировавшие утонувших, оценивают количество жертв только в Олешках в 200—300 погибших.
По информации местных источников, в результате затопления зоопарка «Сказочная дубрава» в Новой Каховке погибли все находившиеся там животные, кроме лебедей и уток.

### Запорожская АЭС
Сразу после разрушения ГЭС украинский Энергоатом заявил, что событие может иметь негативные последствия для Запорожской АЭС, однако ситуация контролируемая. Контролирующая станцию российская корпорация «Росатом» также сообщила, что ситуация стабильная.
Гендиректор МАГАТЭ Рафаэль Гросси заявил, что в результате разрушения водохранилища «непосредственного риска для безопасности станции нет», однако «отсутствие охлаждающей воды в основных системах водяного охлаждения в течение длительного времени может привести к расплавлению топлива и выходу из строя аварийных дизель-генераторов». По его словам, если уровень опустится ниже 12,7 метра, ЗАЭС уже не сможет штатно перекачивать воду из водоёма. 8 июня глава «Укргидроэнерго» Игорь Сирота сообщил, что уровень воды упал ниже «мёртвой точки», до 12,5 м. Сразу после прорыва плотины сотрудники ЗАЭС начали накапливать воду в каналах охлаждения и отключать для экономии маловажных потребителей воды. В теории ЗАЭС также может использовать пруд с охлаждающей водой соседней ТЭС, которого, возможно, хватит на несколько месяцев. Также можно задействовать двухкилометровые аварийные пожарные шланги. Гросси планировал посетить ЗАЭС в третью неделю июня.

### Водоснабжение регионов
Серьёзно пострадает водоснабжение Днепропетровской области: 600-тысячный город Кривой Рог на 70 % зависит от воды из Каховского водохранилища, которое город получал через Южное водохранилище. Также Марганец, большая часть Никопольского района оказались под угрозой остаться без водопроводной воды. Глава Совета обороны Кривого Рога Александр Вилкул заявил, что в городе запасов воды хватит на полтора месяца при условии её экономного использования. Правительство Украины выделило 1,5 миллиарда гривен на строительство магистрального водопровода для обеспечения потребностей Кривого Рога и прилегающих к нему городов. Также в Кривом Роге велась работа над ещё тремя вспомогательными инфраструктурными проектами, призванных облегчить ситуацию с водой в городе.
Исчезновение водохранилища сломает 31 систему орошения полей и оставит без воды 94 % ирригационных систем Херсонской области, 74 % Запорожской области и 30 % Днепропетровской области. Без воды поля на юге Украины ждёт опустынивание. По данным Министерства аграрной политики Украины, в результате катастрофы на Каховской ГЭС на площади в 584 тысяч га будет невозможно ведение сельского хозяйства, где до российского вторжения выращивалось до 4 млн тонн зерновых на сумму в полтора миллиарда долларов США. Катастрофа нанесла удар и по выращиванию в Херсонской области бахчевых культур и овощей.
Русская служба Би-би-си отметила, что разрушение гидроэлектростанции с высокой степенью вероятности приведёт к нарушению водоснабжения Крыма из Днепра через Северо-Крымский канал, который был полностью захвачен российскими войсками в 2022 году. Изначально оккупационные власти заявили, что после разрушения Каховской ГЭС возможны проблемы с подачей воды, однако позже заявили, что риска обезвоживания канала нет. Тем не менее через несколько часов после подрыва воду в Керчи начали подавать по графику. Позже в Симферополе, Керчи, Джанкое и нескольких районах Крымского полуострова воду частично отключили.
Глава российской Республики Крым Сергей Аксёнов заявил, что существует риск падения уровня воды в Северо-Крымском канале, через который на полуостров попадает пресная вода. По его словам, на момент заявления в Крыму достаточно запасов воды для обеспечения текущих нужд, а уровень угрозы станет понятен в ближайшие дни.

### Экологическая ситуация

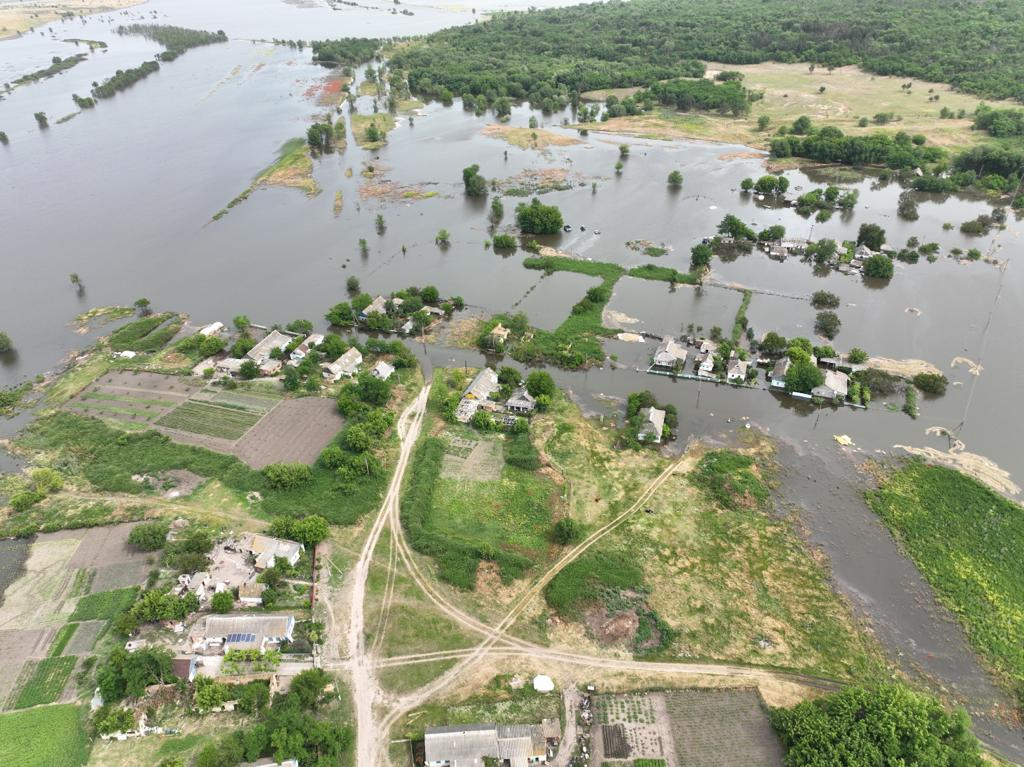
Наводнение в Херсонской области на реке Ингулец

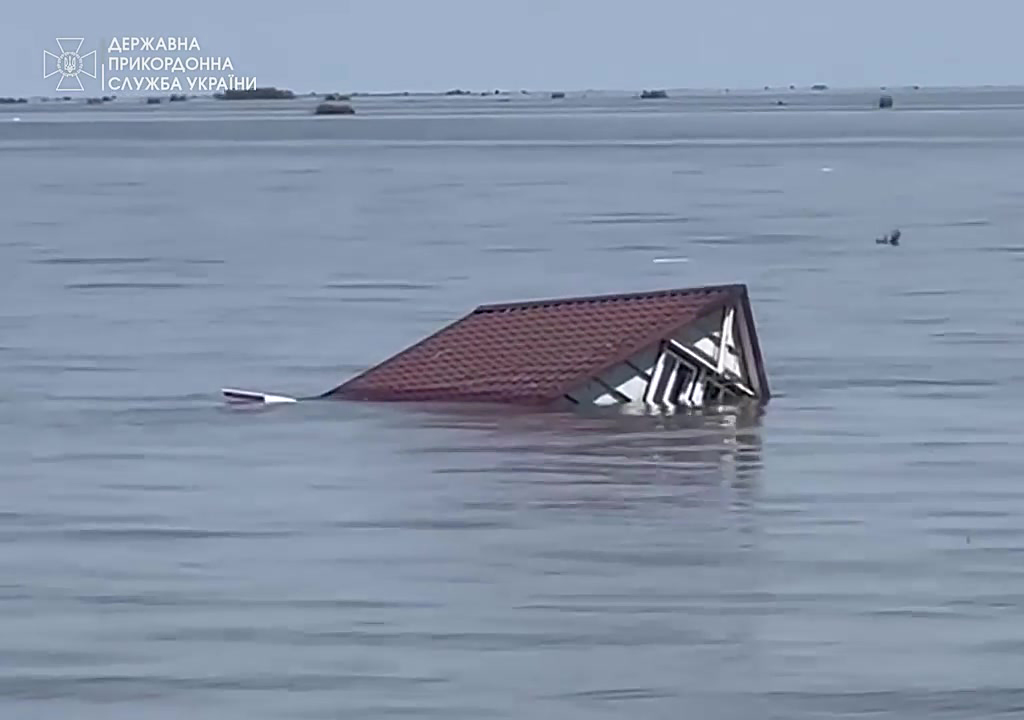
Вынесенные в Чёрное море обломки строений у берегов Одесской области

Наводнение угрожает особо ценным экосистемам Нижнеднепровского национального парка, Черноморского биосферного заповедника и, возможно, Кинбурнской косы, флора и фауна которых не приспособлена к затоплению. Пострадают также бассейны впадающих в Днепр рек Ингулец и Верёвочная. Украинская природоохранная группа в своём докладе оценивала, что от наводнения пострадают 48 объектов природно-заповедного фонда ниже по течению и 11 объектов на водохранилище. Многие животные погибнут от быстро наступившей воды, другие погибнут от последовавшего голода или не смогут дать потомство в сезон. На пострадавших территориях много эндемичных видов.
Наводнение зальёт населённые пункты с расположенными в них канализациями, выгребными ямами, кладбищами, сельскохозяйственными землями, заправками и другими источниками загрязнений. Это приведёт к бактериальному и химическому загрязнению систем водоснабжения и обширных территорий по берегам Днепра и акватории Чёрного моря. По меньшей мере 150 тонн нефтепродуктов попали из ГЭС в Днепр.
С резким сокращением водохранилища высохнут все мелководья и связанные водоёмы, бывшие нерестилищами для большинства из 40 видов местных рыб. Уже отложенная икра высохнет. Часть рыбы погибнет, не успев уйти из водохранилища в Днепр, часть рыбы при понижении «паводковой» волны тоже окажется на суше, часть пресноводной рыбы вынесет в солёное море, где она погибнет. Многие водные организмы исчезнут или их станет меньше, изменятся пищевые цепочки в водных экосистемах.
С исчезновением водохранилища местный климат станет более резким. Осложнится ведение сельского хозяйства как минимум на 250 тыс. га поливных земель, так как обмелеют водозаборы. Исчезновение водохранилища оставит без воды 94 % ирригационных систем Херсонской области, 74 % Запорожской и 30 % Днепропетровской. Без воды поля на юге Украины ждёт опустынивание.
Донные отложения Каховского водохранилища на протяжении 67 лет накапливали тяжёлые металлы и стойкие химические загрязнители, сбрасывавшиеся в реку сельхозотраслью и промышленными предприятиями Украины и Белоруссии. Высохший ил будет разнесён ветрами по сельхозугодьям, откуда загрязнители попадут в пищевую цепь. Решением могло бы стать контролируемое засеивание бывшего дна для предотвращения ветровой эрозии, однако эта работа вряд ли возможна в военное время. Какая-то часть загрязнённого ила будет смыта потоком, затем он осядет на затопленных территориях, берегах Днепра и загрязнит акваторию Чёрного моря.
В июне 2024 года на части территории высохшего водохранилища появился вербовый лес. По состоянию на октябрь 2023 года около 40% территории бывшего Каховского водохранилища покрыто вербами, тополями и другой растительностью.

### Военные действия
Затопление территорий, вызванное разрушением ГЭС, может привести в негодность линии обороны российской армии на левом берегу, в то же время это затруднит и переправу для ВСУ.

### Культурное наследие
По данным Министерства культуры и информационной политики Украины, по состоянию на 13 июня в Херсонской и Николаевской областях в зоне риска оказалось 147 учреждений культуры и художественного образования. Наводнение «в значительной степени» затронуло 11 памятников архитектуры национального и местного значения в Херсоне и Новой Каховке, не считая неоклассического ансамбля ГЭС. По подсчетам лаборатории мониторинга украинского наследия HeMo, большинство пострадавших объектов находится в Новой Каховке и Херсоне — это 10 библиотек, пять музеев, 22 археологических памятника и 18 архитектурных достопримечательностей. В Новой Каховке оказались затоплены музей города, картинная галерея им. А. С. Гавдзинского, дом-музей А. П. Бахуты. Под воду ушли дворцы культуры в селах Корсунка и Днепряны, там же в Корсунках полностью затопило Богородичный монастырь. В Алёшках затопило саманный дом-музей представительницы наивного искусства Полины Райко, в селе Крынки пострадал дом Остапа Вишни.
Неизвестно, насколько сильно повреждены археологические памятники национального значения: Львовское поселение в селе Львово (IV век до н. э. — IV век), Бургунское поселение в селе Николаевка (II—V век), место крепости Тягин в селе Тягинка (XIII—XVII век), городище «Понятовское» (IV век до н. э. — IV век) в селе Понятовка, город-порт Олешье на острове Большой Потемкин.

### Экономика
По оценке Министерства аграрной политики и продовольствия Украины, общий ущерб от гибели всех биоресурсов составит около 10,5 миллиарда гривен (около 285 млн долларов). Побережье Днепра было центром производства овощей, фруктов и ягод. Сады, виноградники и тепличные хозяйства будут разрушены наводнением и последующей нехваткой воды. Также под угрозой как минимум миллион гектаров посевных площадей.
Под угрозой водоёмкие производства. Так, металлургическое предприятие «АрселорМиттал Кривой Рог» 7 июня вынужденно остановило производство стали.
Разрушение ГЭС не скажется существенно на энергосистеме Украины: в 2021 году станция отвечала за 1 % в энергобалансе страны, после вторжения была практически сразу оккупирована и не работала с октября 2022. Большее влияние в краткосрочной перспективе окажет разрушение наводнением местной энергосистемы: выход из строя Херсонской ТЭЦ, линий электропередач и подстанций. С началом наводнения около 20 тысяч человек в Херсоне оставались без света. В долгосрочной перспективе от восстановления водохранилища зависит запуск Запорожской АЭС, которой необходима вода для охлаждения.
Глава «Укргидроэнерго» Игорь Сирота сообщал, что проектный институт «Укргидропроект» уже готовит предварительный проект восстановления Каховского водохранилища. По его словам, строительство временной перемычки для начала накопления водохранилища может занять два месяца, но только после деоккупации территории. С учётом повреждения системы шлюзов и другой инфраструктуры Каховской ГЭС общая стоимость постройки новой ГЭС с мостовым переходом и железнодорожным путем составит не менее одного миллиарда евро и займёт минимум пять лет.

## Версии события
7 июня норвежская мониторинговая группа NORSAR сообщила, что 6 июня в районе Каховской ГЭС было зарегистрировано два сейсмических события в 02:35 и 02:54 по местному времени. Второй, более сильный, толчок локализован с точностью 20-30 км. Время совпадает с началом разрушения плотины. Кратковременный выброс энергии безусловно указывает на взрыв. Магнитуда второго взрыва оценивается в 1-2, что может указывать на тротиловый эквивалент до одной тонны.
9 июня газета The New York Times сообщила со ссылкой на высокопоставленного чиновника администрации Байдена, что американские спутники-шпионы зафиксировали взрыв на Каховской плотине незадолго до её обрушения. Кто за ним стоит — американская сторона на тот момент ещё не знала наверняка.

### Подрыв российскими войсками

Оккупированные украинские территории в январе 2023 года

Украина заявила, что Москва взорвала Каховскую ГЭС с целью остановить украинское контрнаступление. По данным украинской разведки, российские силы заминировали ГЭС ещё весной 2022 года сразу после её захвата. Согласно заявлениям украинских властей, подрыв был осуществлён военными из 205-й отдельной мотострелковой бригады РФ.
Бывший заместитель начальника штаба ВМС Украины Андрей Рыженко заявлял, что подрыв ГЭС был произведён со стратегической целью — сделать невозможным украинское наступление на оккупированный россиянами левый берег Херсонской области через реку Днепр. Россияне опасались как форсирования украинскими силами Днепра, так и захвата Каховской ГЭС, через которую ВСУ могли бы перебросить свои силы на левый берег. Украинский военный эксперт Петр Локайчук говорил: «теперь наступление через Днепр минимум до осени невозможно». Исключая левобережье Херсонской области как арену для потенциального украинского наступления, российские силы получили возможность сконцентрироваться на других участках фронта, например в районах Бердянска, Мелитополя или в Донецкой области.
Согласно анализу «Би-би-си» на 6 июня, зафиксированные на записях повреждения указывают на то, что взрыв был произведён большим количеством мощной взрывчатки, заложенной внутри сооружений ГЭС, в частности, в машинном зале. Согласно другому аналитику «Би-би-си», разрушение Каховской ГЭС имеет много параллелей с подрывом ДнепроГЭС советскими властями в 1941 году, который был произведён для предотвращения наступления немецких войск и привёл к гибели тысяч человек. Издание отмечало, проводя параллели с российской официальной реакцией, что в 1941 году жителям СССР советским правительством было объявлено, что плотина ДнепроГЭС была взорвана немецкими войсками.
Инженеры и эксперты по боеприпасам, опрошенные The New York Times 6 июня, отметили малое количество доступных данных, но тоже сказали, что наиболее вероятное объяснение разрушения плотины — внутренний взрыв.
Deutsche Welle 6 июня отмечал, что «независимые эксперты, не говоря уже о представителях украинской стороны, абсолютно уверены в том, что Каховскую ГЭС взорвали российские военные».
Согласно анализу «Медузы», опубликованному 7 июня, в пользу данной версии говорит проявлявшаяся ВСУ активность, выражавшаяся в нескольких локальных операциях по вытеснению ВС РФ с островов на Днепре ниже Каховской ГЭС и засылке групп спецназа непосредственно на левый берег, что могло свидетельствовать о подготовке операции ВСУ по форсированию реки в рамках начавшегося контрнаступления. Разлив реки после разрушения ГЭС усложнил проведение такой десантной операции, также ВСУ потеряли оборудованные позиции на островах, которые могли использоваться как тыловые базы для наступления. Теоретически, это позволит ВС РФ временно снять часть войск, находящихся на линии фронта по Днепру, и перебросить их на другие направления. В то же время, после того как вода спадёт, угроза форсирования реки со стороны ВСУ возникнет вновь. Против данной версии говорит тот факт, что потоки воды смыли большую часть российских оборонительных позиций и укрепрайонов по берегу Днепра, также были уничтожены мощные минные поля. Кроме того, судя по видеозаписям, российские военные заранее не знали о разрушении плотины и были вынуждены спешно эвакуироваться с затопляемых позиций (по утверждению украинских военных, потоки воды смыли целые российские подразделения).
Издание The Wall Street Journal 8 июня опубликовало мнения и оценки инженеров и экспертов по боеприпасам, которые также считали, что катастрофа произошла в результате взрывов в нескольких наиболее уязвимых местах сооружения.
Институт изучения войны в сводке от 6 июня не смог точно сказать, кто несёт ответственность за катастрофу, однако констатировал, что совокупность различных данных, соображений и заявлений сторон указывает на преднамеренное повреждение плотины россиянами. 9 июня Институт опубликовал такую же оценку, отметив появление данных о внутреннем взрыве на станции в нескольких независимых источниках.

Схема, аналогичная представленной в публикации The New York Times: оранжевым отмечено расположение технического тоннеля внутри основания дамбы

16 июня 2023 года The New York Times опубликовала расследование, согласно которому причиной разрушения Каховской ГЭС «скорее всего» стал взрыв в техническом тоннеле, проходящем вдоль бетонного основания плотины. Попасть в этот тоннель можно было только из машинного зала станции, который находился под контролем российских войск.
19 июня 2023 года агентство Associated Press опубликовало фотографию, снятую с украинского беспилотника за неделю до разрушения плотины. На снимке видно стоящий на плотине автомобиль без крыши, в котором лежат большие бочки. К одной из них, по-видимому, прикреплена мина. Кроме того, видно кабель, уходящий в сторону российских позиций. Представитель службы связи украинского спецназа в беседе с AP допустил, что заминированное транспортное средство могло быть доставлено на дамбу с двумя целями: остановить продвижение украинских сил и усилить взрыв, который произойдет в машинном отделении и разрушит верхнюю часть плотины. При этом, как отметили OSINT-аналитики Руслан Левиев (CIT) и Марк Крутов (Радио Свобода), этот автомобиль продолжал стоять на сохранившемся участке плотины и через несколько дней после разрушения ГЭС, и, таким образом, не был взорван. Помимо этого, Руслан Левиев указал, что машина находилась на плотине на протяжении многих месяцев.

### Саморазрушение из-за предыдущих повреждений
OSINT-аналитики, такие как основатель Conflict Intelligence Team Руслан Левиев и Арик Толер из группы Bellingcat, допускали, что Каховская ГЭС была разрушена не в результате подрыва, а от повреждений, полученных ранее. Такие выводы были сделаны на основе спутниковых снимков, на которых 5 июня видно частичное обрушение проходящего по плотине моста, который на снимке от 28 мая ещё цел. Также в основе этой версии лежат данные о беспрецедентно высоком уровне воды в Каховском водохранилище незадолго до обрушения и предположение о некомпетентности оккупационной администрации.
Согласно анализу «Медузы», опубликованному 7 июня, в пользу данной версии свидетельствует аварийное состояние плотины после осени 2022 года — путепроводы на ней неоднократно разрушались, состояние плотины в последние месяцы ухудшалось. Регулирование пропуска воды не производилось, обслуживание гидротехнических сооружений не было возможно, поскольку вблизи станции шли активные бои. В результате уровень воды в Каховском водохранилище рос всю весну, создавая угрозу разрушения плотины. Также отсутствуют какие-либо видеоматериалы, на которых был бы запечатлен подрыв плотины, при том что обе стороны имели в районе Каховской ГЭС камеры наблюдения, в том числе и тепловизионные. Против этой версии говорит выглядящий слишком странным совпадением тот факт, что плотина рухнула в тот же день, когда началось контрнаступление ВСУ.
Непосредственно в день катастрофы журналисты BBC писали, что версия целенаправленного подрыва Каховской ГЭС плохо укладывается в логику военных действий, поскольку последствия разрушения плотины невыгодны для обеих сторон.
В статье, опубликованной в журнале Nature, на основе анализа данных радиолокационного спутникового мониторинга была установлена вертикальная деформация (просадка) плотины Каховской ГЭС с июня 2021 года, задолго до начала войны, а с июня 2022 года была зафиксирована горизонтальная деформация (боковое перемещение) плотины в восточном направлении. Перемещения плотины указывают на признаки её аварийного состояния.

### Обстрел плотины силами Украины
По версии России, плотина была уничтожена «в результате преступных действий со стороны вооруженных формирований Украины». При этом РФ заявляла то об украинской ракетной атаке на ГЭС, то о «диверсии».
Военный эксперт Кирилл Михайлов сомневался в том, что в разрушении Каховской ГЭС виновны украинские войска, поскольку, во-первых, для уничтожения такой конструкции был бы необходим очень сильный и массированный обстрел, сообщений о котором не поступало; во-вторых, эксперт поставил под сомнение целесообразность для Украины «обмена» экологической катастрофы на то, «что у россиян смоет пару мин и блиндажей».
Согласно анализу «Би-би-си», гидроэлектростанция проектировалась так, чтобы выдерживать ракетные удары, а зафиксированные на записях повреждения указывают на то, что взрыв был произведён большим количеством мощной взрывчатки, заложенной внутри сооружений ГЭС, в частности, в машинном зале.
Институт изучения войны следующим образом нивелировал версии российских официальных лиц:
- версия пресс-секретаря Кремля Дмитрия Пескова, что украинские силы совершили диверсионный акт на плотине ГЭС, потому что «украинские вооруженные силы не достигают своих целей» в широкомасштабных наступательных операциях — маловероятна, поскольку украинские силы ещё не проводили широкомасштабных наступательных операций[90];
- версия министра обороны России Сергея Шойгу о том, что украинские силы намерены направить силы с херсонского направления для поддержки «провалившихся» наступательных операций в других местах и, таким образом, разрушили дамбу, чтобы помешать российским силам воспользоваться ослабленной украинской обороной на западном (правом) берегу Днепра — неправдоподобна, поскольку ограниченные российские силы на восточном (левом) берегу реки не представляют существенной угрозы для западного берега, и для защиты от них не требуются многочисленные украинские силы[90].

Согласно анализу «Медузы», опубликованному 7 июня, в пользу данной версии говорит тот факт, что после разрушения Каховской ГЭС украинские позиции, расположенные на более высоком, правом берегу Днепра, пострадали значительно меньше, чем российские позиции на низменном левом берегу. Военная инфраструктура ВСУ уцелела, в то время как вся система обороны российских войск, выстраивавшаяся несколько месяцев, оказалась разрушена, что открывает для ВСУ потенциальную возможность проведения операции по форсированию реки на катерах. Кроме того, после разрушения плотины исчезнет Каховское водохранилище, являвшееся непреодолимой преградой для крупных украинских сил, и ВС РФ придётся считаться с угрозой форсирования Днепра и на этом участке; реагируя на эту новую угрозу, российским военным придётся перебросить на этот участок новые крупные резервы. Против данной версии говорит возникновение затруднений для потенциальной десантной операции ВСУ ниже Каховской ГЭС вследствие невозможности наведения мостов через Днепр и отсутствия укрытий для десантников на левом берегу. Выше по течению наладить снабжение десантной группировки будет невозможно, поскольку дно бывшего водохранилища будет непроходимым для тяжёлой техники. Разлив Днепра не затронул российскую артиллерию и авиацию, на которые опирается российская оборона. Также отсутствовали какие-либо признаки того, что ВСУ готовили масштабную десантную операцию. Наконец, украинские военные признали, что рассматривали возможность разрушения Каховской ГЭС осенью 2022 года, когда украинское наступление на Херсон сталкивалось со значительными трудностями и рукотворное наводнение казалось командованию украинских войск единственным способом достижения победы. Тем не менее, тогда, в значительно более сложной для ВСУ ситуации, этот сценарий не был реализован из-за очень большого побочного ущерба.

## Расследование
В первый день после разрушения Каховской ГЭС прокуратура Украины начала расследование по статьям «экоцид» и «нарушение законов войны». В свою очередь Следственный комитет России возбудил уголовное дело по статье «теракт».
Президент Украины Владимир Зеленский заявил, что Украина намерена подать иск против России в Международный уголовный суд (МУС). Согласно мнению юристов по международному праву, МУС может расценить данное событие как военное преступление по нескольким пунктам: умышленное нападения на гражданские объекты (статья 8 часть 2 b пункт II Римского статута), а также умышленное нападение, ставшее причиной гибели или увечья гражданских лиц или ущерба гражданским объектам или обширного, долгосрочного и серьёзного ущерба окружающей природной среде, которое будет явно несоизмеримо с конкретным и непосредственно ожидаемым общим военным превосходством (статья 8 часть 2 b пункт IV Римского статута).

## Реакция

### Украина
Руководитель Офиса президента Украины Андрей Ермак заявил, что подрыв Каховской ГЭС является актом экоцида. Премьер-министр Украины Денис Шмыгаль охарактеризовал событие как террористический акт со стороны России. Советник главы Офиса президента Украины Михаил Подоляк возложил ответственность за подрыв на 205-ю мотострелковую часть ВС РФ. Прокуратура Украины также начала расследование по статьям «экоцид» и «нарушение законов войны». По мнению бывшего заместителя генпрокурора Гюндуза Мамедова, Украине стоит обратиться к Генеральному секретарю ООН относительно нарушения ENMOD и с целью создания консультативного совета, а также в Международный суд ООН насчёт компенсации нанесенного ущерба.
Президент Украины Владимир Зеленский заявил: «Россия взорвала бомбу массового экологического поражения. И это — настоящий экоцид! <…> Это самая крупная рукотворная экологическая катастрофа в Европе за десятки лет. И это самый опасный террорист в мире».

### Россия
Российские государственные СМИ обвиняют в диверсии Украину, заявляя, что Каховская ГЭС была обстреляна из РСЗО «Ольха». Пресс-секретарь президента РФ Дмитрий Песков официально заявил о «решительном опровержении» Россией обвинений в причастности к подрыву Каховской ГЭС, утверждая, что разрушение плотины является спланированной диверсией со стороны Украины с целью лишения Крымского полуострова пресной воды и отвлечение внимания от, по его мнению, «неуверенного контрнаступления».
Позже министр обороны России Сергей Шойгу заявил, что украинская сторона подорвала сооружения Каховской ГЭС с целью срыва атакующих действий российской армии на данном участке, и дальнейшей переброски подразделений ВСУ с херсонского направления в районы своих наступательных действий.
Глава оккупационной администрации Херсонской области Владимир Сальдо заявил, что «с точки зрения военной ситуация сейчас сложилась оперативно-тактическая в пользу Вооруженных сил РФ».
7 июня президент РФ Владимир Путин обвинил Украину в разрушении плотины, заявив, что украинское руководство «эскалирует боевые действия» и «используют террористические методы».

### Международная общественность
Генеральный секретарь НАТО Йенс Столтенберг назвал событие «возмутительным» и сказал, что оно демонстрирует «жестокость войны России в Украине». Председатель Европейского совета Шарль Мишель назвал подрыв гидроэлектростанции военным преступлением со стороны России. Представитель Европейской комиссии Питер Стано обвинил Россию в подрыве. Верховный представитель Европейского союза по иностранным делам и политике безопасности Жозеп Боррель и комиссар ЕС по кризисному управлению Янез Ленарчич заявили, что Россия «продолжает свою безрассудную ядерную авантюру», совершая «отчаянный поступок», который представляет собой «новое измерение российских злодеяний» и может являться нарушением международного права.
Антониу Гутерриш, генеральный секретарь ООН, назвал обрушение плотины «ещё одним разрушительным последствием российского вторжения на Украину» и сказал, что «нападения на гражданское население и критически важную гражданскую инфраструктуру должны прекратиться».
15 июня 2023 года Европарламент принял резолюцию, в которой заявил, что «плотина Каховской ГЭС была преднамеренно разрушена в ходе террористического акта», осудив Россию за разрушение Каховской ГЭС. В своей резолюции Европейский парламент заявил, что катастрофа привела к обширному наводнению, экологической катастрофе и экоциду на Украине и представляет собой военное преступление.
Министр иностранных дел Великобритании Джеймс Клеверли, который на момент подрыва находился на Украине, заявил, что «единственная причина, по которой это вообще является проблемой, заключается в неспровоцированном полномасштабном вторжении России». Канцлер Германии Олаф Шольц воздержался от прямых обвинений в адрес российских сил, но заявил, что разрушение ГЭС представляет собой «новое измерение» войны и соответствует «стратегии президента России Владимира Путина по нападению на гражданские объекты». Министр иностранных дел Германии Анналена Бербок возложила на Россию ответственность за последствия разрушения ГЭС для окружающей среды.
Официальный представитель Белого дома Джон Кёрби заявил, что не может однозначно назвать причину разрушения Каховской ГЭС. Он отметил, что ведётся активная работа с украинской стороной над сбором большего количества информации и оценке сообщений о том, что Россия несет ответственность за произошедшее.
Премьер-министр Великобритании Риши Сунак заявил, что британские военные провели расследование по поводу разрушения ГЭС, но пока слишком рано говорить о его причине и выносить окончательное решение.
Министр иностранных дел Великобритании Джеймс Клеверли назвал атаку на плотину «отвратительным актом», добавив, что преднамеренное нападение на гражданскую инфраструктуру является военным преступлением.
Министр иностранных дел Чехии Ян Липавский сравнил разрушение Каховской ГЭС с применением оружия массового поражения в отношении гражданского населения и заявил о выделении 10 млн чешских крон для пострадавшего региона.
Министерство иностранных дел Польши выпустило заявление, в котором призвало к новым санкциям в отношении России, осудив разрушение Каховской ГЭС как очередной «возмутительный акт российского варварства» в оккупированной части Украины, нарушение норм международного гуманитарного и экологического права и «явное военное преступление».
Постоянный представитель Китая при ООН Чжан Цзюнь призвал «все стороны конфликта соблюдать международное гуманитарное право и делать всё возможное для защиты гражданских лиц и гражданской инфраструктуры».
В офисе президента Турции Реджепа Тайипа Эрдогана после разговора с Владимиром Зеленским заявили, что «может быть создана комиссия с участием экспертов противоборствующих сторон, ООН и международного сообщества, включая Турцию, для детального расследования взрыв на Каховской плотине».

## Оценки
Доминик Йонсон, журналист немецкого издания Die Tageszeitung, писал, что разрушение Каховской ГЭС — «это и признак того, что Россия признаёт свое поражение. Если бы Путин верил в сохранение российского господства на юге Украины, он не стал бы затоплять этот регион и при этом перекрывать водоснабжение Крыма». Он заявлял, что катастрофа «показывает цель России — стереть Украину с лица земли», причем «либо посредством оккупации, либо просто уничтожением». Он также утверждал: «Чернобыльская катастрофа 1986 года обнажила безграничную лживость советской системы и её презрение к людям. Преступление с дамбой Каховской ГЭС 2023 года должно иметь для путинской системы те же последствия».
Обозреватель издания Süddeutsche Zeitung Томас Авенариус писал: «Если плотину уничтожили российские войска, то перед лицом поражения хозяин Кремля может вспомнить о своём тактическом ядерном оружии. Даже если в начале войны он и не планировал использовать свои „маленькие“ атомные бомбы и никто не верил, что он на такое способен».
По мнению обозревателя Die Welt Клеменса Вергина, «разрушение дамбы на Днепре не поддается военной логике, однако вписывается в „политику выжженной земли, проводимую Москвой“». Он утверждал, что такими методами «Россия ставит себя на один цивилизационный уровень с такими террористическими организациями, как Аль-Каида и ИГ».

## Видео
- Новая Каховка затоплена из-за разрушенной плотины // Meduza, 06.06.2023
- Под воду ушли целые сёла: масштабное наводнение после разрушения Каховской ГЭС // Радио «Свобода», 07.06.2023
- Каховская ГЭС разрушена: жителей эвакуируют из зоны затопления // Deutsche Welle, 06.06.2023